# Lin Shaye
Linda "Lin" Shaye (Detroit, 12 de outubro de 1943) é uma atriz americana de cinema, teatro e televisão.

## Infância
Lin nasceu em Detroit, no estado de Michigan, filha de uma dona de casa, e de um pintor e dono de um mercado. Shaye é irmã do diretor de cinema Robert Shaye. De família judia, sua mãe é russa e seus avós paternos eram da Romênia.

## Vida pessoal
Shaye foi casada duas vezes. Seu primeiro marido morreu em 1968. Em 1988, ela se casou com o ator Clayton Landey, com quem ela contracenou em 2002 no filme Wish You Were Dead. O casal teve um filho antes de se divorciar em 2003.

## Filmografia

### Filmografia selecionada
- 1982: Alone in Dark - Recepcionista em Haven.
- 1984: A Nightmare on Elm Street - Professora.
- 1986: Critters - Sally.
- 1988: Critters 2 - Sally.
- 1994: New Nightmare - Enfermeira.
- 1996: Kingpin - Duena.
- 1998: There's Something About Mary - Magda.
- 1999: Detroit Rock City - Sra. Bruce.
- 2002: Boat Trip - Sonya.
- 2003: Dead End - Laura Harrington.
- 2005: 2001 Maniacs - Abuela Boon.
- 2011: Insidious - Elise Ranier.
- 2013: Insidious: Chapter 2 - Elise Ranier.
- 2014: The Signal - Mirabelle.
- 2014: Ouija - Paulina Zender
- 2015: Insidious: Chapter 3 - Elise Ranier.
- 2015: Don Quixote - A Grande Dama.
- 2016: Ouija: Origin of Evil - Paulina Zender.
- 2018: Insidious: The Last Key - Elise Rainer.
- 2019: Room for Rent - Joyce.
- 2020: Dream Keatcher
- 2023: Insidious: The Red Door - Elise Ranier.

### Televisão
- 1977: Eight Is Enough - 1 episódio.
- 1996: Frasier - 1 episódio.
- 2004: Crossing Jordan - 1 episódio.
- 2006: My Name Is Earl - 1 episódio.
- 2007: Sexy Money - 1 episódio.

### Videogame
- 2022: The Quarry - Constance